# 25562 Limdarren
25562 Limdarren è un asteroide della fascia principale. Scoperto nel 1999, presenta un'orbita caratterizzata da un semiasse maggiore pari a 2,2701995 UA e da un'eccentricità di 0,1310050, inclinata di 6,13225° rispetto all'eclittica.